# بايونك (برمجية)
بايونك هي مكتبة سي المعيارية التي طورتها جوجل لنظام التشغيل أندرويد الخاص بها . بايونك هي مكتبة C مرخصة من بي إس دي للاستخدام مع نواة لينكس . هذا يختلف عن مكتبات بي إس دي سي بالعربية توزيعة برمجيات بيركلي الأخرى التي تتطلب نواة بي إس دي، ومن مكتبة جنو لسي التي تستخدم رخصة جنو العمومية الصغرى.

## روابط خارجية
- Google I/O 2008 - Anatomy and Physiology of an Android على يوتيوب
- صفحة المطور الرئيسية لنظام Android
- الصفحة الرئيسية لنظام Android Native Development Kit (NDK)
- مصادر الكترونية (مستودع رسمي)
- ملاحظات الكترونية على eLinux.org